# Cabrillas
Cabrillas település Spanyolországban, Salamanca tartományban. Cabrillas La Fuente de San Esteban, San Muñoz, Abusejo, Sepulcro-Hilario és Martín de Yeltes községekkel határos. Lakosainak száma 322 fő (2024).

## Népesség
A település népessége az elmúlt években az alábbi módon változott:
| Lakosok száma | 542  | 492  | 475  | 457  | 432  | 415  | 395  | 370  | 333  | 322  |
|               | 2001 | 2004 | 2007 | 2009 | 2012 | 2014 | 2017 | 2019 | 2022 | 2024 |